# Boekingsperiode
De boekingsperiode is de periode waarin een economische activiteit wordt geregistreerd in de boekhouding.
De boekingsperiode hoeft niet per definitie overeen te komen met de periode waarin de activiteit werkelijk plaatsvindt. Daarnaast geldt ook dat een economische activiteit gedurende meerdere perioden kan plaatsvinden. De keuze kan gemaakt worden om de kosten of baten in een keer te nemen in de boekhouding, of om deze te spreiden. Als de wetgeving hier ruimte voor biedt, wat in de meeste landen het geval is, dan is het doorgaans mogelijk om met behulp van het kiezen van andere boekingsperioden de winst gunstiger of minder gunstig voor te laten komen.